# Georges Ier de Trébizonde
Pour les articles homonymes, voir Georges Ier et Georges de Trébizonde.
Georges Ier de Trébizonde ou Georges Ier Grand Comnène (en grec : Γεώργιος Αʹ Μέγας Κομνηνός), né après 1254, mort vers 1284, est empereur de Trébizonde de mars 1267 à juin 1280. Il est le fils aîné de l’empereur Manuel Ier et de sa troisième épouse Irène Syrikaina, une aristocrate de Trébizonde. Son règne est marqué par une tentative de reprise de Sinope, alors aux mains des Seldjoukides, et par un rapprochement avec le parti anti-unioniste qui s'opposait à l'union des églises romaine et orthodoxe. Ce rapprochement aboutit ultimement à sa trahison par les archontes trapézontains.

## Règne

### Contexte

L’Empire byzantin (rouge) en 1265, avec l’Empire de Trébizonde à l'est (rouge pâle).

Le règne de Georges Ier Grand Comnène s'est déroulé alors qu'un climat politique extrêmement chaotique régnait en Anatolie, climat seulement exacerbé par la question de l'union des Églises au concile de Lyons de 1274. Les Mongols Ilkhanides régnaient alors sur une grande partie de l'Anatolie, et commençaient à commercer à l'ouest. Georges succède à son demi-frère aîné Andronic II en 1267 (ou 1266). Violent et rigide, il est âgé de onze ou douze lors de son arrivée au pouvoir. En 1277, profitant de la défaite mongole à Elbistan contre les mamelouks, il tente de reprendre Sinope aux Seldjouks, mais échoue. Sinope avait été perdue définitivement en 1265, lors du règne de son frère Andronic II, qui était trop jeune ou trop faible pour combattre efficacement. Essentielle militairement et économiquement (la ville était le « poing de l'empereur de Trébizonde » selon Ibn Bibi, et bénéficiait d'un accès à la mer Noire), la perte de Sinope et la défaite de Georges furent très dures pour Trébizonde.

### Politique

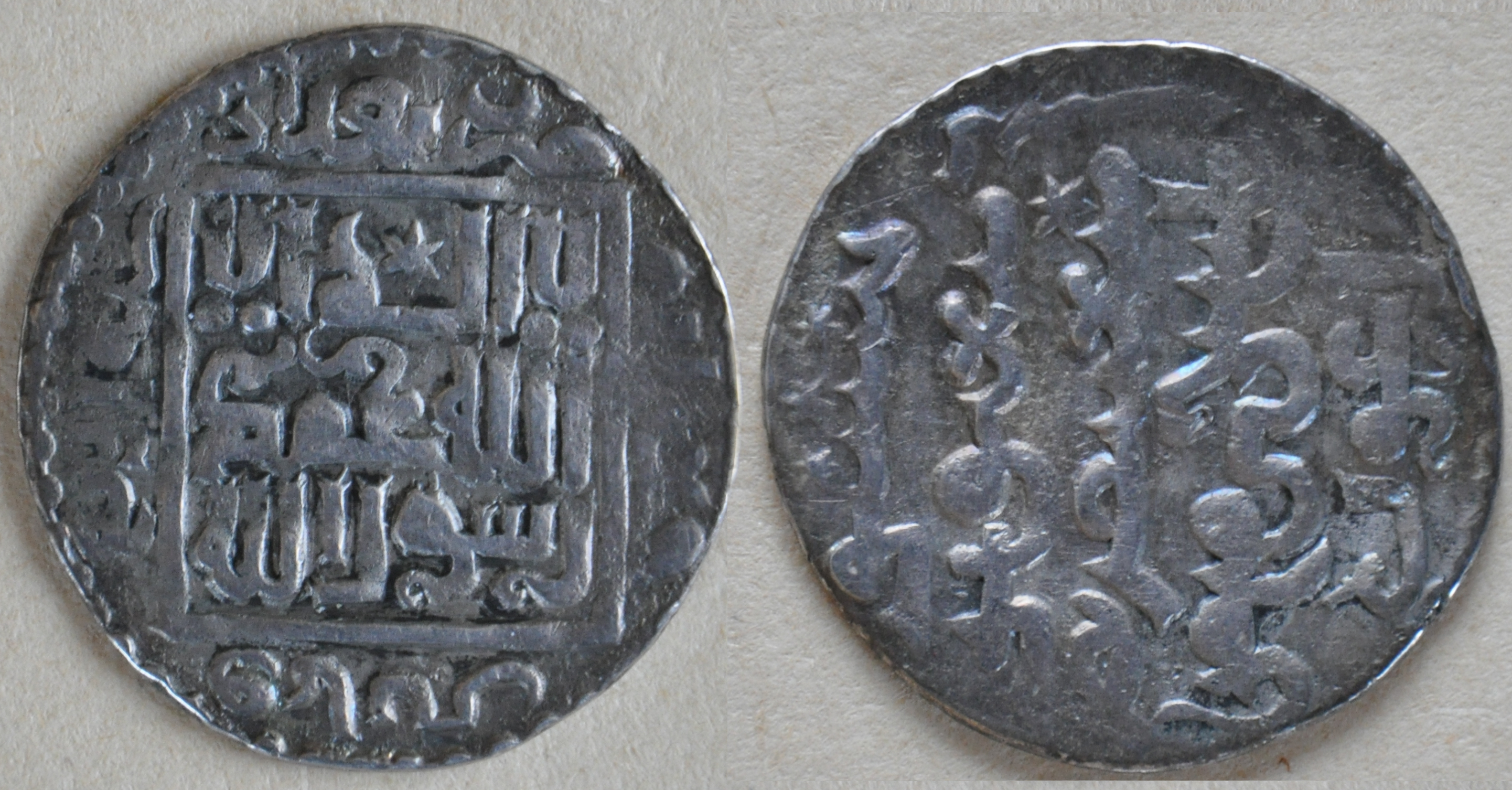
Un dirhem en argent frappé sous Abağa.

Contrairement à la politique prudente de son père Manuel Ier, Georges a poursuivi une politique anti-aristocratique et s’est allié avec le roi de Sicile Charles d’Anjou, s’opposant de fait à l’empereur byzantin Michel VIII Paléologue sur la question de l'union des églises. Cette politique, couplée à son incapacité à lutter contre les mamelouks d’Égypte et le fait qu'il ait changé son titre de despotes à basileus en 1278 pour mettre l'emphase sur l'indépendance de sa position provoqua la colère de son suzerain, le Mongol houlagide Abağa, allié de l'Empire byzantin. Convoqué par le chef mongol, il fut trahi dans le mont Taurus par ses propres courtisans, sa famille, et une faction adverse de nobles trapézontains et d'archontes, alors qu’il se rendait à Tabriz, la capitale ilkhanide (c'est-à-dire houlagide, les deux termes étant synonymes) et résidence d’Abağa, en juin 1280. Il fut livré par eux, sa mère et ses deux sœurs au Mongol. C’est son plus jeune frère, Jean II, qui lui succéda. 

### Trahison

#### Lieu de la trahison
Le premier - et le plus important - chroniqueur des empereurs de Trébizonde est Michel Panarète, qui écrivit plus d'un siècle plus tard. Sa chronique est détaillée, surtout en ce qui concerne certains événements d'importance, mais Anthony Bryer a précisé que Panarète, suivant sans doute une tradition de la cour, n'a semblé mentionner que ce qui était convenable, politiquement, à son époque : aucune mention, par exemple, n'est écrite, de la vassalité de Trébizonde par rapport aux Mongols ilkhanides. Du règne de Georges lui-même, il écrit : 
« [Andronic II Grand Comnène] eut pour successeur Kyr Georges Comnène, fils de Kyr Manuel et de la reine Irène Syrikène, pendant quatorze ans. Celui-ci fut traîtreusement livré par les archontes dans le mont Taurus, et fait prisonnier au mois de juin [1280]. [...] Ensuite [en 1284] eut lieu l'incursion et l'arrestation de Kyr Georges Comnène, que l'on a dit avoir été exilé ».
Mais il ne donne pas d'autre indication sur ce Mont Taurus, ou à qui il fut livré. Selon Anthony Bryer, le Taurus (Tauresion en anglais) ne peut pas être assimilé à la chaîne des monts du même nom au sud de l'Anatolie, et qui font face à Chypre en Méditerranée, puisqu'il est impossible que l'empereur, alors vassal des Mongols, ait conduit seul une expédition dans cette région. D'autres auteurs ont proposé une variété d'autres solutions, mais pour Bryer il ne fait aucun doute que « Taurus » n'est autre que la cité de Tabriz, en Azerbaïdjan actuel : les Latins, Marco Polo en tête, l'appelaient « Tauris » d'après les Arméniens de Cilicie qui prononçaient « T'awrež ». Il est vrai que Tabriz fut construite dans une plaine immense, et qu'aucune montagne ne s'y trouve ; mais à une semaine de Tabriz se dresse le mont Ararat sur le route qui mène à Trébizonde. C'est là, affirme Bryer, que Georges Comnène fut trahi.

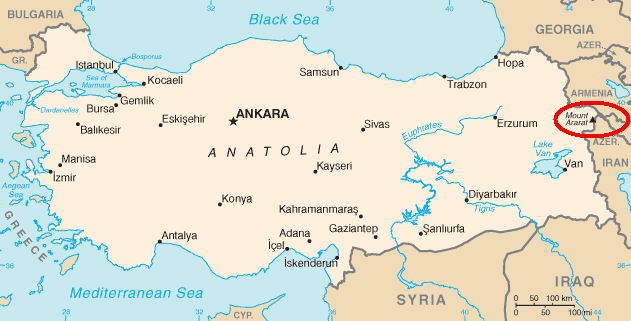
Emplacement du mont Ararat, près de Tabriz.

Bryer explique que vers la fin du XIIIe siècle – c'est-à-dire durant le règne de Georges Ier – la puissance de Trébizonde lui venait de Tabriz : la route caravanière qui allait de l'une à l'autre fournissait une grande partie des marchandises orientales qui passaient à Constantinople et, de là, en Europe. Il semble, ajoute-t-il, que les poids et mesures et la monnaie trapézontine avaient cours à Tabriz ; mais surtout, cette dernière devint la capitale des Ilkhanides au temps de Georges Comnène. Or, il est évident dans les chroniques arméniennes citées par Bryer que c'est à l'Ilkanide Abağa qu'on l'a livré.

#### Raisons de la trahison

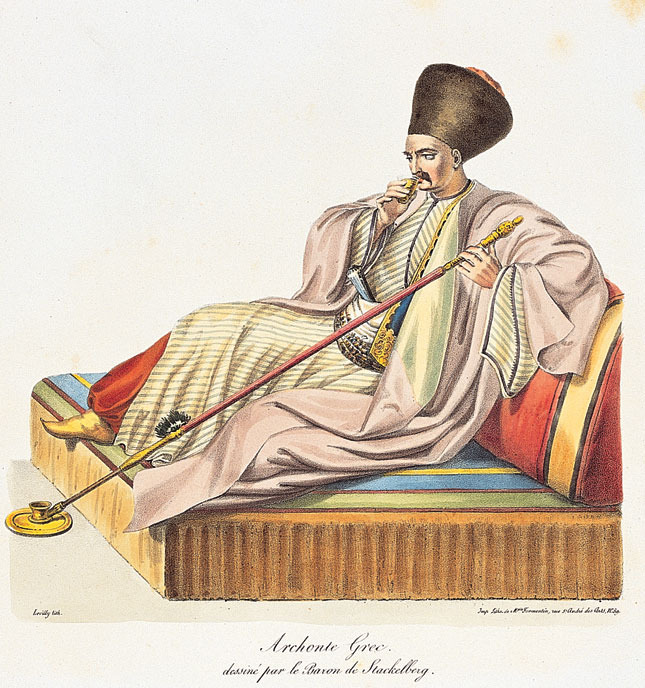
Un archonte au XIXe siècle.

Les raisons de la trahison de Georges Grand Comnène peuvent être assimilées à la politique intérieure de l'empire de Trébizonde à l'époque. Une multitude de factions s'opposaient chez les archontes (l'aristocratie byzantine) : d'abord, les intérêts des propriétaires fonciers caucasiens, les Lazes, y prédominaient. Certains archontes voulaient un rapprochement avec la Géorgie, opposés en cela à ceux qui voulaient un rapprochement avec Constantinople. Enfin, la question de l'union des Églises divisait encore l'aristocratie - la décision de Georges Ier de se ranger du côté des anti-unionistes ne fit que compliquer la situation. Bryer souligne l'importance de la famille Comnène à Trébizonde à l'époque, puisque celle-ci passait pour plus puissante et plus ancienne que celle des Paléologues. En effet, elle était la seule, aux yeux de la plupart des archontes, à représenter à la fois leurs velléités d'indépendance et la seule chance de Trébizonde de rivaliser avec Constantinople. Mais si le nom Grand Comnène était irremplaçable, les empereurs successifs l'étaient beaucoup moins. Bryer démontre que les intérêts de ces partis d'archontes, tout autant que la nécessité de garder ouvertes les routes Tabriz-Trébizonde et Trébizonde-Constantinople, rendaient particulièrement difficile la position des empereurs trapézontains.
À Constantinople, Michael VIII, l'empereur byzantin depuis la reconquête de la ville en 1261, s'inclinait devant la volonté du pape Grégoire X : celui-ci voulait l'union des Églises catholique et byzantine. Pour Michael VIII, une telle union permettrait de se protéger des visées des Angevins, dirigés par Charles d'Anjou, sur l'empire. Après la proclamation de l'union du concile de Lyon de 1274, le pape refusait d'autoriser l'expédition de Charles d'Anjou. L'union avait donc réussi à repousser un danger extérieur à l'empire, mais des réactions violentes se firent aussitôt entendre, surtout en raison de l'animosité de la population et des élites byzantines envers les conquérants de 1204. L'empereur se vit donc précipité contre une coalition aristocratique et ecclésiastique en même temps que Jean de Thessalie et Nicéphore d'Épire, alliés de Charles d'Anjou, se faisaient garants de la défense de la foi orthodoxe. 
À Trébizonde également, Georges Ier joignait le parti anti-unioniste, peut-être pour appuyer ses velléités d'indépendance et s'opposer à l'empereur à Constantinople. C'est lui d'ailleurs qui fut probablement le premier à porter le titre de Mega Komnenos, c'est-à-dire Grand Comnène, pour se distinguer de la dynastie constantinopolitaine du même nom : auparavant, le titre de Méga était non officiel. Les initiales M.K. apparaissent sur les quelques rares nomismata frappées à son nom, mais celles-ci ne furent jamais en circulation. Autre signe du désir d'indépendance de l'empereur, il changea son titre de despotes de Trébizonde à celui de basileus en 1278, se plaçant du même coup au niveau de l'empereur byzantin. Le basileus est un monarque de droit divin, fondamentalement associé à une certaine forme de théocratie et de pouvoir absolu. Se proclamer tel pouvait constituer un coup d'état politique, dans un empire byzantin divisé. Pour Kuršanskis, le caractère de l'empereur est en effet à prendre en considération pour avoir précipité sa trahison : « Nous ne serions peut-être pas loin de la vérité en suggérant que Georges était volontaire et violent, peu ouvert aux conseils de son entourage et n'agissant qu'à sa tête. Un absolutisme comme le sien, dans un État divisé entre archontes de partis opposés, était sans doute hors de mise. »
Bryer, s'il ne minimise pas la faute de Georges Ier et de sa politique agressive dans sa propre chute, mentionne toutefois que la situation politique en Asie Mineure pouvait mettre l'empereur en difficulté et l'empêcher de prendre les décisions qui l'auraient immédiatement avantagé. C'est un point de vue qui est partagé par William Miller. En effet, dans les années 1270, le Proche-Orient se scindait en deux larges factions : d'un côté, celle passée entre les Paléologues de Constantinople, la papauté, les Mongols et les Géorgiens par des alliances matrimoniales et des promesses à peine tenues, de l'autre les Angevins de Charles d'Anjou et les Mamelouks de Baybars. On sait que Charles d'Anjou avait contacté le frère de Georges, Andronic II, à travers des marchands marseillais en visite à Trébizonde en 1265, et vraisemblablement il a continué à correspondre avec son successeur à partir de 1266. Bryer rapporte que des réfugiés anti-unionistes venus de Constantinople ont pu influencer Georges, et le convaincre qu'il représentait la foi orthodoxe contre l'hérétique Michael VIII. Pour ce dernier, et pour son beau-frère et allié Abağa, qui venait de vaincre Baybars en 1278, la position de Georges était dangereuse, d'autant plus qu'il soit très possible qu'il ait parlementé avec les khans de la Horde d'Or, dont les terres ceinturaient ses possessions en Crimée, pour se débarrasser des Ilkhanides. 

## Mort et postérité

### Vassalité
Les kirmanueli, les pièces d'argent portant le nom de Manuel Ier même après sa mort et l'avènement de ses fils Andronic II et Georges Ier, apportent la preuve que ce dernier était peu respecté à Trébizonde, une attitude des archontes trapézontains seulement exacerbée par la politique agressive, anti-aristocratique et politiquement dangereuse de l'empereur. Après la bataille d'Elbistan contre les Mamelouks en 1277, Abağa adopta quant à lui une attitude vengeresse envers ses vassaux qu'il tenait pour responsables, très justement, de la défaite. Voulant apparemment payer tribut à Abağa et implorer son pardon - comme l'ont fait tous ses vassaux - Georges se rendit à Tabriz en juin 1280. Mais les archontes se retournèrent contre lui lorsqu'il devint évident que l'empereur avait sympathisé avec le mauvais parti, à savoir, celui des Mamelouks, victorieux à Elbistan, qui est aussi celui des anti-unionistes et des Angevins de Charles d'Anjou. Bryer indique que ses sœurs et sa mère Irène Syrikaina ont joint les archontes à Taurus (c'est-à-dire, certainement, Ararat près de Tabriz). Selon les sources arméniennes, il fut mis à mort en même temps que l'atabeg de Lori, dont la population était arménienne mais dont la dynastie régnante était kurde ; cela placerait cependant sa trahison et sa mort en 1278-1279, et il est préférable de croire Panarète lorsqu'il date les événements de Taurus en 1280. 

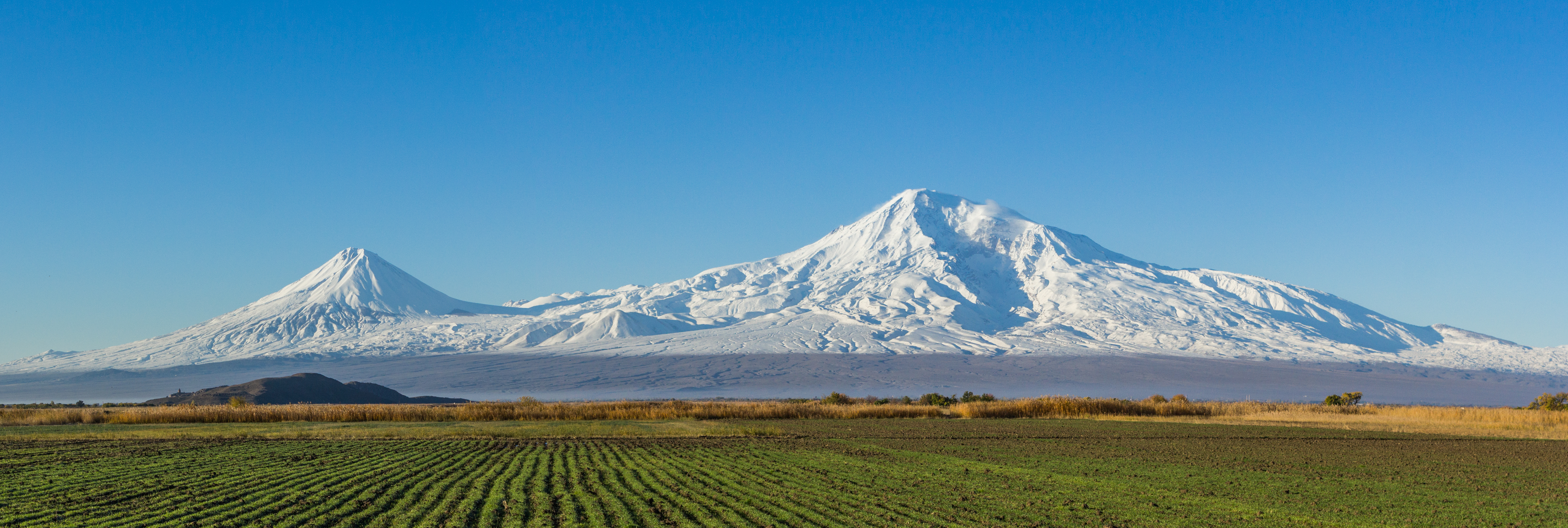
Le mont Ararat.

La possibilité que l'empereur trapézontain ait été un vassal d'Abağa ou non a été amplement discutée dans l'historiographie. Pour simplifier, Fallmerayer affirmait que la domination mongole sur Trébizonde s'était terminée en 1265 à la mort d'Houlagou khan ; Spuler affirmait le contraire. Bryer met sur le compte de l'hydrophobie des Mongols le fait qu'on puisse penser que le Pont ait échappé à leur contrôle, mais souligne derechef que le contrôle de l'État ilkhanide sur l'Anatolie se renforça considérablement sous Abağa. L'auteur mentionne le fait qu'Andronic II et Georges ont tous deux émis des pièces d'argent (les kirmanueli) au nom de leur père Manuel, non au leur, et il est possible en ce cas qu'Abağa ait refusé aux deux empereurs le droit de se reconnaître comme tels - la mention despotes apparaît sur les quelques pièces de bronze émises à leurs noms, même si, selon Kuršanskis, les deux termes étaient synonymes depuis Justinien. D'ailleurs, Bryer affirme que Georges ne payait pas tribut en son propre nom, mais au nom de son père.

### Errance et mort
Malgré le fait que certains chroniqueurs arméniens affirment que Georges Ier fut tué par Abağa, il apparaît aujourd’hui qu'on peut croire Panarète lorsqu'il rapporte que l'empereur fut emprisonné, puis libéré après la mort de l’Ilkhan en 1282. Panarète le place devant les murs de Trébizonde en 1284, reconnu par son frère Jean II et emprisonné par lui. Bryer avance qu'il aurait rejoint son beau-fils Dmitri II en Géorgie. C'est de là qu'il aurait lancé l'attaque de 1284. Trahi à nouveau, il se voit infliger une lourde défaite. Bien que Georges ait réussi à s’échapper et à errer quelque temps dans l’empire, il fut finalement capturé et probablement exécuté, bien qu’aucune source ne soit explicite à ce sujet. Le parcours de Georges Ier fut immortalisé par Michel Panarète sous le nom du « Vagabond » (Πλάνος, Planos) dans sa chronique. 

### Postérité
La politique anti-pontificale, anti-constantinopolitaine et, ultimement, anti-mongole de Georges Ier fut complètement renversée par son successeur et demi-frère, Jean II Grand Comnène: dès son avènement celui-ci tenta un rapprochement avec les trois partis, offrant même de renoncer à son titre d'empereur des Romains au profit de l'empereur byzantin à Constantinople, de changer ses bottes rouges, le signe de son statut, pour des bottes noires, et de reprendre le titre de despotes. Dès le règne de Jean II, cependant, les conflits avec les Génois, la question de l'union des Églises, qui n'est pas réglée, et de fréquents soulèvements (les plus spectaculaires étant ceux de Théodora sa demi-sœur, et celle de Georges lui-même en 1284) affaiblissent Trébizonde. Cet état des choses force l'habile Jean II à des alliances matrimoniales avec les Paléologues de Constantinople, se rapprochant dès lors de son suzerain Abağa, qui avait épousé une fille illégitime de Michael VIII.
Kuršankis avance cependant que les politiques de Georges avaient réussi à s'attirer la sympathie de puissants archontes, même si elles avaient pu précipiter sa chute. Cela explique qu'après sa trahison Georges avait encore des alliés à Trébizonde. La volte-face d'alliances de son demi-frère Jean avait dû créer des problèmes, car peu après l'avènement de ce dernier un noble trapézontain se révoltait : « Une première sédition serait celle d'un certain Papadopoulos, brièvement mentionnée par Panarétos [...] La suite des faits semble prouver [...] que Papadopoulos s'était fait le porte-parole du parti qui soutenait la politique de Georges ». Cette tentative serait en effet suivie de trois autres, l'une en 1282, une deuxième menée par Georges lui-même à partir de la Géorgie en 1284, et une dernière après l'emprisonnement final de celui-ci, par l'impératrice Théodora elle-même, demi-sœur de Jean II. En vérité, affirme Kuršanskis, il n'y aurait pas eu de tentative en 1284 s'il n'y avait eu, à Trébizonde même, un puissant parti en faveur des politiques anti-unionistes de Georges ; on sait que les sentiments anti-latins étaient forts à Byzance après 1204, et que les plus fervents anti-unionistes s'étaient réfugiés à Trébizonde après l'avènement de Michael VIII. 
Aucun mariage de Georges Ier n’est connu. Il est rapporté que Bryer croyait que ses sœurs Anonyma I et Anonyma II étaient ses filles, mais rien ne porte à croire qu'il eut même des enfants.

#### Sources imprimées
- Michel Panarète (édité par M. de Saint-Martin et traduit par M. Brosset Jeune), « Chronique de Trébizonde », dans Histoire du Bas Empire, vol. XX, Paris, Firmin Didot, 1836 (lire en ligne), p. 482-486.

#### Ouvrage de référence
- (en) Alexander P. Kazhdan, « George Komnenos », dans The Oxford Dictionary of Byzantium, Oxford, Oxford University Press, 1991, éd. en ligne, 2005 éd. (ISBN 9780195046526, DOI 10.1093/acref/9780195046526.001.0001).

#### Monographies
- (en) Anthony Bryer, « The Fate of George Komnenos, Ruler of Trebizonde (1266-1280) », dans Anthony Bryer, The Empire of Trebizond and the Pontos, Londres, Variorum Reprints, 1980 (ISBN 0-86078-062-7), p. 332-350 (chap. IV).
- (en) Deno John Geanakoplos, Emperor Michael Palaeologus and the West 1258-82 : A Study in Byzantine-Latin Relations, Cambridge, Harvard University Press, 1959, 434 p..
- (en) William Miller, Trebizond : The Last Greek Empire of the Byzantine Era 1204-1461, Chicago, Argonaut, 1968, 2e éd. (1re éd. 1926), 140 p..
- Basile G. Spiridokanis, Grecs, Occidentaux et Turcs de 1054 à 1453 : Quatre siècles d'histoire de relations internationales, Thessalonique, Institute for Balkan Studies, 1990, 291 p. (ISSN 0073-862X).

#### Articles
- Marie-Hélène Blanchet, « La question de l'Union des Églises (XIIIe – XVe siècles) : historiographie et perspectives », Revue des études byzantines, vol. 61,‎ 2003, p. 5-48.
- Corinne Jouanno, « Réflexions sur pouvoir et démesure à Byzance », Kentron, vol. 23 (La démesure),‎ 2007, p. 127-165 (ISBN 978-2-84133-321-9, lire en ligne).
- Michel Kuršanskis, « L'usurpation de Théodora Grande Comnène », Revue des études byzantines, vol. 33,‎ 1975, p. 187-210.
- Michel Kuršanskis, « L'empire de Trébizonde et les Turcs au XIIIe siècle », Revue des études byzantines, vol. 46,‎ 1988, p. 109-124.
- Marie Nystazopoulou, « La dernière reconquête de Sinope par les Grecs de Trébizonde (1254-1265) », Revue des études byzantines, vol. 22,‎ 1964, p. 241-249.
- Aude Rapatout, « Charles Ier d'Anjou, roi d'Albanie : L'aventure balkanique des Angevins de Naples au XIIIe siècle », Hypothèses, vol. 9, no 1,‎ 2006, p. 261-269 (lire en ligne).
- (en) Kelsey Jackson Williams, « A Genealogy of the Grand Komnenoi of Trebizond », Foundations, vol. 3, no 2,‎ 2006, p. 171-189.